# Helen Quinn
Helen Quinn (Melbourne, 19 maggio 1943) è una fisica australiana naturalizzata statunitense, attiva nel campo della fisica delle particelle.

## Biografia
Si è formata presso l'università di Stanford, dove ricopre tuttora la carica di professore presso lo Stanford Linear Accelerator Center. Negli anni settanta ha lavorato per un periodo post dottorato presso il DESY di Amburgo e successivamente all'università di Harvard.
Nel 1977, a Stanford, ha formulato insieme a Roberto Peccei l'omonima teoria sulla conservazione della simmetria CP nell'interazione forte.
Ha lavorato con Steven Weinberg ed Howard Georgi nel campo delle teorie di grande unificazione e della dualità quark-adrone.
Molto attiva anche nella divulgazione scientifica e nei metodi dell'insegnamento di base, ha ricevuto numerosi riconoscimenti scientifici.

## Riconoscimenti
- Medaglia Dirac nel 2000
- Premio Sakurai nel 2013
- Medaglia Matteucci nel 2024